# Binance
Binance est une plateforme mondiale d'échange de cryptomonnaies et de gestion de portefeuille de devises numériques, qui permet d'acheter, vendre et stocker plus de 600 cryptomonnaies. Elle a été créée en 2017 par Changpeng Zhao.
En 2023, Binance et son dirigeant Zhao ont été condamnés par l'état fédéral américain ainsi que par diverses institutions financières gouvernementales à de lourdes peines pour violations diverses de lois, notamment pour l'absence de lutte contre le blanchiment d'argent.

## Histoire

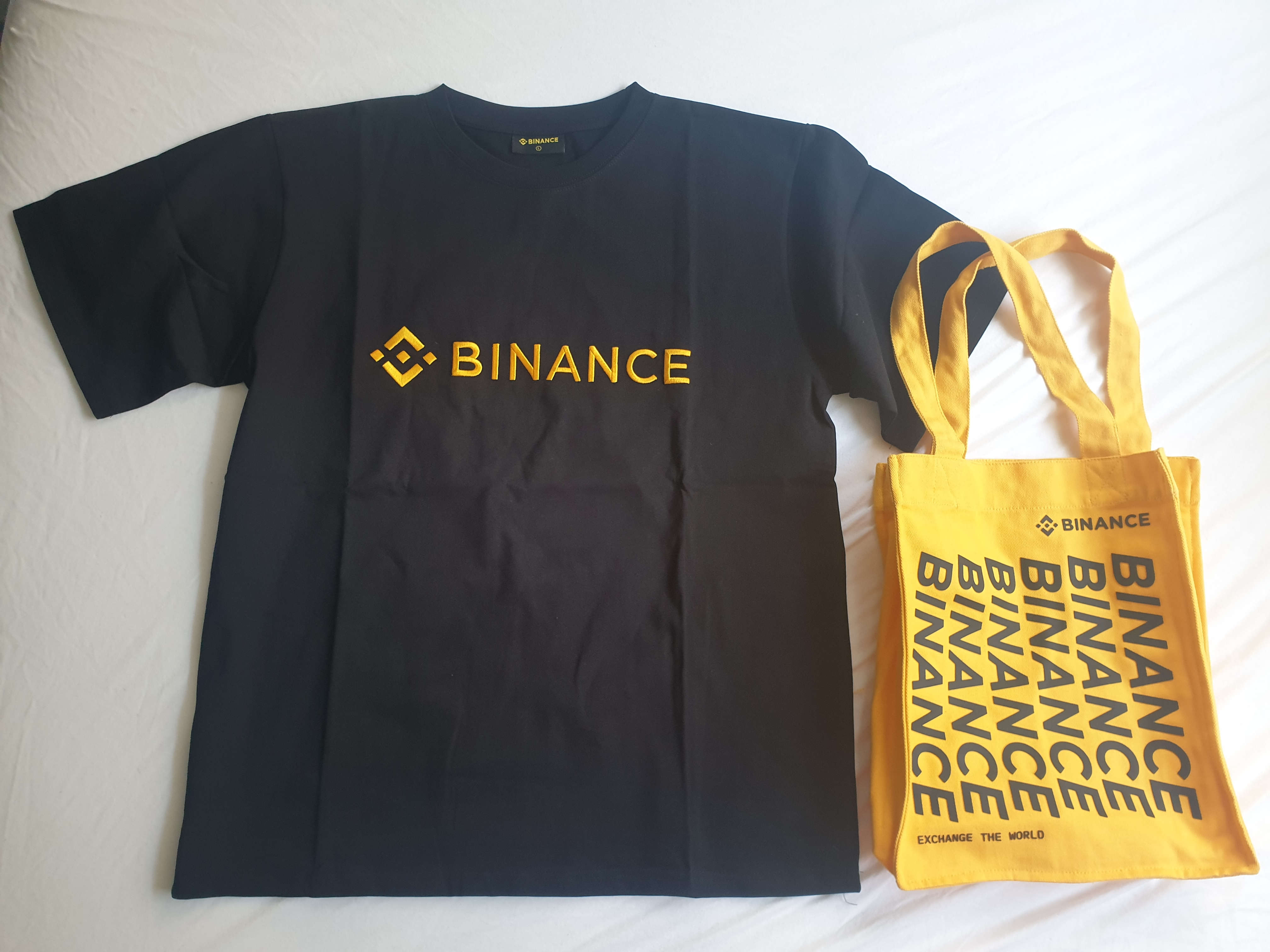
T-shirt et sac Binance.

Le site a été lancé le 14 juillet 2017 à Hong Kong. Le PDG en est alors Changpeng Zhao (dit « CZ »).
En 2018, Binance est considérée comme la plus grande plateforme d'échange de cryptomonnaies dans le monde en termes de volume.
Le 2 avril 2020, Binance annonce officiellement le rachat du fournisseur de données de marchés des cryptomonnaies CoinMarketCap (570e site le plus visité au monde) pour un montant qui ne sera pas rendu public. L'entreprise annonce, le même mois, son intention de lancer son propre marché de jetons non-fongibles sur lequel les utilisateurs peuvent créer, acheter et vendre des objets de collection numériques.
Binance n'est pas officiellement réglementée par les institutions globales. On ne sait pas exactement où le siège de cette compagnie est situé, [Passage à actualiser] . En mars 2018, l'agence Bloomberg a indiqué que le siège de Binance serait installé à Malte. Le 21 février 2020, la Direction des services financiers de Malte (Malta Financial Services Authority (en) - MFSA) a publié un communiqué stipulant que Binance « n'étant pas autorisé par la MSFA à opérer dans la sphère des cryptomonnaies, ne fait par conséquent pas l'objet de la surveillance [et protection] normative de la MSFA ».
Le 28 octobre 2020, Forbes divulgue des documents confidentiels affirmant que Binance et Changpeng Zhao auraient créé une structure corporative complexe dans le but de tromper intentionnellement les autorités de régulation américaines et de tirer profit des investisseurs en cryptomonnaies domiciliés aux États-Unis,.
Le 20 avril 2021, Brian Brooks (en), intérimaire du chef de L'OCC auprès de l'administration de Donald Trump, devient le nouveau directeur exécutif de Binance.US,.
En avril 2021, Binance est toujours reconnue comme la plus grande bourse des cryptomonnaies dans le monde par le volume des ventes.
En juin 2021, la Financial Conduct Authority ordonne à Binance la cessation de toute activité au Royaume-Uni. Les utilisateurs basés au Royaume-Uni peuvent cependant toujours acheter et vendre des cryptomonnaies sur Binance.com.
En avril 2022, il est révélé que Binance a collaboré avec l'agence gouvernementale russe Rosfinmonitoring (en), celle-ci voulant obtenir des informations sur l'identité de donateurs en faveur de l'opposant Alexeï Navalny. Binance dément.
Le 21 avril 2022, à la suite des sanctions imposées par l'Union européenne contre la Russie pendant l'invasion de l'Ukraine, Binance limite sa plateforme en Russie. Les adresses russes voient leurs portefeuilles limités à l'équivalent de 10 000 euros,.
Le 4 mai 2022, l'Autorité des marchés financiers (AMF - régulateur français) enregistre Binance en tant que Prestataire de Services sur Actifs Numériques (PSAN).
Dans la nuit du 6 au 7 octobre 2022, la plateforme se fait dérober 100 millions de dollars en tokens. Le hacker a utilisé une faille au niveau d'une interface entre deux cryptomonnaies pour dérober des tokens.
Le 5 juin 2023, Binance connaît l'une des plus grandes crises de son histoire après avoir été accusée par la Securities and Exchange Commission d'avoir menti à ses clients ainsi qu'à ses régulateurs. La plateforme aurait, en outre, exfiltré une partie de ses caisses vers des entreprises contrôlées par son PDG mais les faits ont été démentis par le principal intéressé.
Le 27 septembre 2023, Binance annonce son départ effectif de la Russie, pour laisser place à CommEX, plateforme d'échange de cryptomonnaies qui a émergé en Russie au cours de l'été de la même année. CommEX a rapidement gagné en notoriété, intégrant le top 100 des échanges en termes de volume de trading en moins de 48 heures selon CoinMarketCap. L'équipe est composée d'anciens employés de Binance et d'experts de grandes entreprises technologiques.
En octobre 2023, Binance subit un revers en Grande-Bretagne. Malgré ses tentatives récentes de se conformer à la nouvelle législation britannique en s'associant à l'entité locale Rebuilding Society, Binance se voit imposer des restrictions sur sa communication. La Financial Conduct Authority (FCA), l'autorité de régulation britannique, indique que Rebuilding Society n'est pas autorisée à approuver les publicités sur les cryptomonnaies pour les entreprises. Cette décision signifie que Binance ne peut pas réaliser de publicités en Grande-Bretagne. La FCA ne précise pas les raisons de cette décision, mais rappelle que les entreprises de crypto-actifs non enregistrées doivent cesser de promouvoir les cryptomonnaies auprès des consommateurs britanniques si elles ne sont pas approuvées par une entreprise autorisée.

## Affaires judiciaires

### Actions litigieuses aux États-Unis, dont absence de lutte contre le blanchiment d'argent

#### Enquêtes et accusations de la SEC
En juin 2022, Reuters publie une enquête accusant Binance de faciliter le blanchiment d'argent à travers sa plateforme. L'agence de presse estime qu'entre 2017 et 2021, environ 2,35 milliards de dollars issus de piratages, ventes de drogue ou investissements frauduleux ont transité par la plateforme. L'entreprise d'analyse de blockchain Chainalysis (en) estime quant à elle à 770 millions de dollars le montant des transactions d'origine illicite sur l'année 2019 uniquement, un montant supérieur à celui de ses concurrents.
Selon le magazine Capital, l'entreprise serait sous le coup de multiples enquêtes ouvertes par le régulateur des marchés américain. En février 2022, la Securities and Exchange Commission ouvre une enquête contre le PDG de Binance, Changpeng Zhao, qu’elle soupçonne de partager des informations confidentielles avec deux sociétés américaines, Merit Peak Ltd et Sigma Chain, afin de limiter la volatilité des prix des cryptomonnaies.
En juin 2023, la Securities and Exchange Commission (SEC) des États-Unis porte 13 accusations contre Binance, Binance.US et Changpeng Zhao. Les charges incluent : l'exploitation de plateformes non enregistrées, la vente de titres non enregistrés, la mauvaise gestion des fonds clients, y compris leur transfert vers des entités affiliées comme Sigma Chain, la manipulation des risques liés aux produits financiers, dont TerraUSD (UST).

#### Implications dans l'effondrement de TerraUSD (UST)
En janvier 2023, Binance avait invoqué une clause d'arbitrage pour empêcher une action collective aux États-Unis déposée par des investisseurs touchés par l'effondrement de TerraUSD. Ces investisseurs accusent Binance de vendre des titres non enregistrés et de ne pas avoir divulgué les risques liés à l'UST. La clause d'arbitrage stipule que tous les litiges doivent être réglés à Hong Kong, limitant ainsi les options juridiques des plaignants.

#### Sanctions financières et pénales (novembre 2023 - avril 2024)
En novembre 2023, Binance et Changpeng Zhao ont plaidé coupable de plusieurs violations de lois fédérales, notamment : violations du Bank Secrecy Act, facilitation de transactions pour des entités sanctionnées, absence de programme anti-blanchiment efficace. Changpeng Zhao démissionne après un accord avec les autorités américaines, et Binance doit payer une amende d'environ 4,3 milliards de dollars pour solder l'affaire. 
En avril 2024, Zhao est condamné à une peine de 4 mois de prison par le tribunal fédéral de Seattle. Il a été reconnu coupable de ne pas avoir mis en place un programme adéquat de lutte contre le blanchiment d'argent sur la plateforme Binance, facilitant ainsi des transactions illégales. Il a commencé à purger sa peine en mai 2024 dans un établissement fédéral à sécurité minimale à Lompoc, en Californie. En plus de sa peine de prison, Zhao a accepté de payer une amende de 50 millions de dollars et de quitter ses fonctions de PDG de Binance.
Zhao a été libéré après avoir purgé l'intégralité de sa peine le 29 septembre 2024.

#### Amendes supplémentaires
Binance est également condamnée à une amende de 3,4 milliards de dollars par la Financial Crimes Enforcement Network (FinCEN) pour des violations de la législation sur le secret bancaire et à une amende de 1,35 milliard de dollars par la Commodity Futures Trading Commission (CFTC) pour des violations des lois sur les produits dérivés. Zhao a également été condamné à payer 150 millions de dollars.

### Évasion fiscale au Nigéria
En mars 2024, les autorités du Nigeria portent plainte pour évasion fiscale contre deux cadres de Binance. Ils sont accusés d'avoir encouragé la spéculation sur la monnaie du Nigéria, le naira.

### Actions judiciaires en France
En décembre 2022, 15 investisseurs français ont déposé une plainte contre Binance France et Binance Holdings Ltd. Les accusations incluent : publicité trompeuse en promouvant TerraUSD (UST) comme un stablecoin « sûr et adossé à des monnaies fiduciaires », exploitation illégale sans enregistrement auprès de l'Autorité des Marchés Financiers (AMF) avant mai 2022, manquement à la diligence raisonnable concernant les actifs listés.

## Controverses
Binance, au travers de son organisation caritative Binance Charity, a organisé en France des ateliers de découverte de la blockchain avec Simplon afin d'accompagner vers le retour à l'emploi des jeunes des banlieues défavorisées en 2023. L'objectif est de former à la blockchain 10.000 jeunes. Derrière cette façade, Binance est accusée de chercher à se créer un vivier de clients en utilisant des techniques agressives pour inciter les personnes concernées à utiliser ses services. Dans son enquête, le Financial Times souligne que le gouvernement français a déroulé le tapis rouge à Binance, notamment en invitant son CEO, Changpeng Zhao, à l'Élysée en 2021 et en délivrant une centaine de visas technologique à Binance,.

## Offres
En plus des échanges de cryptomonnaies, la plateforme Binance propose un ensemble d'autres offres. Ces offres sont classées selon les catégories « Trade », « Finance » et « Others ».
- Dans la catégorie « Trade », il est possible de convertir ses cryptomonnaies, mais aussi d'acheter et vendre des Futures. De plus, Binance a lancé en octobre 2021 les « Fan Token » qui sont aussi repris dans cette catégorie.
- Dans la catégorie « Finance », il est possible de faire du Savings et du Staking bloqué ou non pendant une durée prédéterminée. C'est aussi ici qu'on retrouve les différentes parties en rapport avec la carte de crédit utile pour toute sorte de paiement. Il est aussi possible d'y faire des prêts et du Liquid Swap. Enfin, pour ceux qui possède du BNB (cryptomonnaie de Binance), il est possible de les bloquer de manière flexible dans le BNB Vault.
- Dans la catégorie « Others » on retrouve un ensemble de proposition allant de catégorie plus informative comme FAQ ou Binance Live à des catégories plus financière comme Hotels, Binance NFT ou encore Launchpad. Dans cette dernière sous-catégorie, il est possible de participer à des Launchpad ou Launchpool avec ces BNB. Ceci correspond à une sorte de prévente de token avant que ceux-ci ne soient listés sur la plateforme Binance.